# アフガン難民
アフガン難民（あふがん なんみん）とは、アフガニスタン紛争などを避けるためにアフガニスタンから国外に逃れた人々のことである。2014年現在はイランやパキスタンを中心に259万人の難民が居り、総数で世界第2位の座を占めている。アフガニスタン難民とも呼ばれる。
アフガニスタン国内に留まる国内避難民も「アフガン難民」と呼んで間違いではないが、一般には国外に逃れた人達を指すことが多い。

## ソ連軍のアフガニスタン侵攻
最初にアフガン難民が問題になったのは、1979年12月のソ連軍によるアフガニスタン侵攻の頃である。最初に60万人の難民が発生し、1990年までにパキスタンに330万人、イランに300万人が避難した。欧米各国はパキスタンのアフガン難民支援のために1979年から約20年間で10億ドル以上の資金を提供し、パキスタンにはシャムシャトゥ・キャンプやジャロザイ・キャンプのような難民キャンプが沢山作られた。難民キャンプは対ソ連イスラム抵抗組織「ムジャーヒディーン」の拠点としても機能し、キャンプ内に設けられたイスラム教の学校マドラサは多くのターリバーンを輩出した。一方、イランにもトルバテジャム難民キャンプやニアタック難民キャンプのような難民キャンプが出来たが、1979年のイラン革命の影響で欧米からの資金援助は1.5億ドルに留まった。1980年からはイラン・イラク戦争が始まったが、難民の受け入れは続けた。

## 内戦時代
1992年に誕生した人民民主党政権はすぐに瓦解し、その後10年間内戦が続いた。1990年時点でパキスタンとイランに630万人の難民が居たが、1992年にパキスタンから127万人、1993年にイランから60万人の難民が帰還し、2001年までに460万人が帰還した。

## 2000年代前半

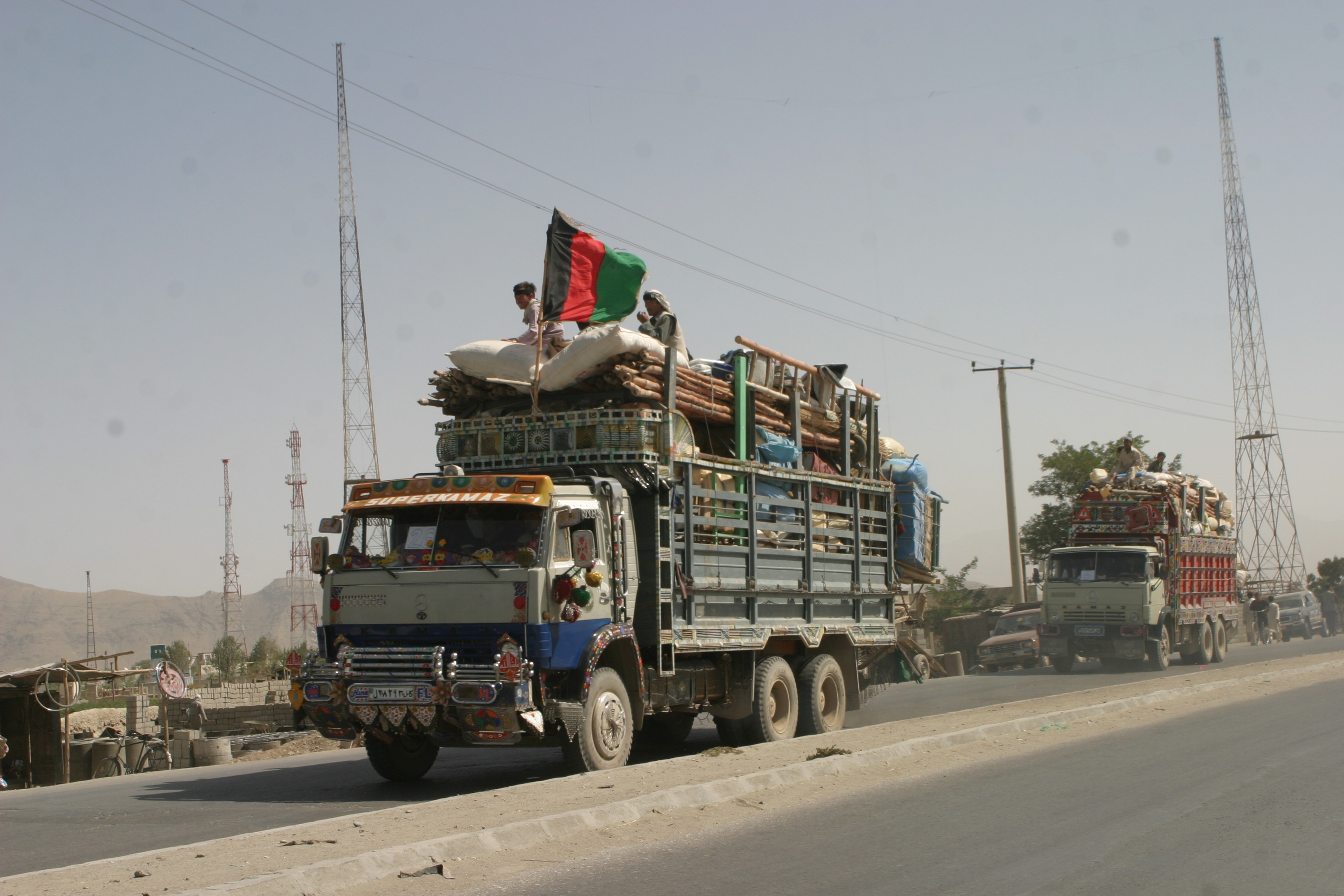
パキスタンからカブールに到着した難民（2004年）

2001年9月11日にアメリカ同時多発テロ事件が発生し、多国籍軍がアフガニスタンに侵攻した（アフガニスタン紛争 (2001年-2021年)）。アフガン難民は9月10日時点でパキスタンに200万人、イランに150万人、その他周辺諸国に46万人の難民が居り、国内難民も96万人存在したが、新たな戦乱により年末までにパキスタンに500万人、イランに240万人に増加した。アフガン難民は世界各地に保護を求め、2001年の申請者数は5万人を超えた。8月には難民船がオーストラリアに受け入れを迫り（タンパ号事件）、日本に対しても78人が難民申請を行った。
国連は11月14日に国際連合安全保障理事会決議1378を決議し、難民の帰還促進支援を行うことにした。2002年1月、東京でアフガン復興支援国際会議が開催され、難民・避難民の再定住などに対して資金援助を行うことにした。その後日本は2011年末までにアフガニスタンに対して総額約33億ドルの資金援助を行った。しかし日本はアフガン難民の受け入れには消極的で、1999年からの3年間で132人のアフガン難民が難民申請を行ったにもかかわらず、難民認定したのは9人だけだった。在留特別許可ですら厳しく、1999年からの3年間で17人しか受ける事が出来なかった。アフガン難民の中にはアリ・ジャンやアブドル・バセルのように難民不認定処分の取消しを求めて訴訟を行う者も居たが、なかなか上手く行かなかった。同年8月、在留特別許可で日本に滞在していたアフガン難民のユノス・タヒリが妻子の空爆死を知って自殺した。
その後2003年までにパキスタンから約190万人のアフガン難民が帰還した。2004年、パキスタン政府は治安上の理由により難民キャンプの閉鎖を始めた。同年3月にシャルマン難民キャンプ、7月にスピンボルダック国内避難民キャンプが閉鎖された。イランでもサルヴェスタン難民キャンプが閉鎖された。日本も日本人と婚姻関係にある等の6人のアフガニスタン人に在留特別許可を出しただけで、消極的な方針は変えなかった。結局、2006年までにパキスタンから約270万人のアフガン難民が帰還した。

## 2000年代後半
アフガン難民は2006年の時点でパキスタンに260万人、イランに92万人が残存していた。2007年にパキスタンから帰還したアフガン難民は35万人だったが、パキスタンの北西辺境州（80％）から隣接するナンガルハール州に帰る（57％）というような短距離の帰還が多かったようである。パキスタンは難民の地位に関する条約に加盟していないので個人の人権は無いに等しい。また教育を受ける事が出来ずに低賃金の肉体労働を強いられている。しかしアフガニスタンの治安や帰還後の生計の不安、生活の基盤がパキスタンにあるなどの理由で、2007年時点で200万人の難民がパキスタンに残留していた。一方、イランは難民に対して寛容な態度をとっており、正規の難民なら大学に行く事が出来た。しかし難民だけでなく経済難民や麻薬・兵器の密輸業者などが入り込んでくる事に対しては苛立っていた。日本はアフガン難民の受け入れには引き続き消極的で、人道的配慮により2005年に4人、2006年に1人、2007年と2009人に３人ずつの在留を認めただけだった。しかし日本にはアフガニスタン人が居ない訳ではなく、2006年時点で646人の在日アフガニスタン人が居り、居住地のトップ5は千葉県156人・愛知県103人・東京都78人・北海道34人・茨城県と埼玉県32人だった。一方、アフガン難民の難民申請は2001年から2003年まで急激に減少し、2004年以降は1万件を下回っていたが、2008年から2009年にかけて急激に増加し、約3万件になった。

## 2010年代前半
2002年から2011年までにイランやパキスタンから帰還したアフガン難民は550万人以上で、約3000万人のアフガニスタンの人口の2割を占めた。しかし2011年時点のアフガン難民は約266万人で、イラク難民（約143万人）を押さえて世界第1位だった。パキスタンから帰還したアフガン難民は2010年は11万人、2011年は5万人であり徐々に帰還のペースが落ちている。2012年時点でのアフガン難民はイランに100万人以上、パキスタンに170万人居り、都市部や難民キャンプで生活していた。イランでは難民の大半は都市部に住んでいるがインフレや交付金の停止による生活難があり、移動の自由が制限されていて低賃金の肉体労働を強いられ、車や土地を持つ事もできない不自由な生活を送っていると言う。2011年、国連難民高等弁務官事務所はイランの内務省外国人移民管理局（BAFIA）と共に医療保険制度（HISE）を設立し難民に対する医療支援を充実させた。また日本の援助などで難民のための学校を建設した。一方、パキスタンでは難民の4割が難民キャンプで暮らしており、治安悪化の原因と看做されている。国連難民高等弁務官事務所は地元対策として難民受け入れ地域支援プログラム（RAHA）を実施しているが、政府は難民登録と身分証明書の発行を進め、ビザの延長を停止し不法移民の国外退去を促している。2012年7月、東京でアフガニスタンに関する東京会合が開催され、日本も資金援助を継続することにした。しかし2014年のアフガン難民は259万人で、シリア難民（388万人）に次ぐ世界第2位だった。アフガン難民はユーラシア大陸を遠くまで逃げ居ていくようで2014年に欧州に不法越境したアフガン難民は約2万人で第4位を占めた。その結果、難民申請は2012年に約5万件に達し、2014年には約6万人に及んだ。

## 2010年代後半
アフガン難民は現在でもパキスタンに150万人居る。イランには登録難民が95万人、不法入国も含めると250万人以上の難民がいるといわれている。2015年、欧州にアフリカや中東から56万人の難民が押し寄せて国際問題になったが（2015年欧州難民危機）、そのうちの20％以上がアフガン難民で、10月には陸路でドイツやスイスを目指していたアフガン難民がブルガリアで国境警備隊に射殺される事件が起きた（ブルガリア難民射殺事件）。アフガン難民の中には経済難民が沢山居ると言われており、難民が命がけで目指したはずのドイツでは本国送還の対象になっている。難民として欧州に向かっているのはターリバーンに目の敵にされている警察官の子弟やイランで不自由な生活を送っているアフガン難民、果ては現役州知事まで様々である。2015年、イランは不法移民に対しても正規の学校教育を提供することにした。一方、2015年6月現在の在日アフガニスタン人は2323人で、トップ5は千葉県769人・愛知県199人・茨城県173人・東京都161人・福岡県116人である。